# Jean-Kévin Duverne
Jean-Kévin Duverne (* 12. července 1997) je haitský profesionální fotbalista, který hraje na pozici pravého obránce za francouzský klub FC Nantes. Narodil se ve Francii, ale hraje za haitský národní tým.

## Klubová kariéra
Duverne debutoval v prvním týmu RC Lens 5. srpna 2016 proti Tours FC.
V roce 2019 se připojil k Brestu a 30. srpna 2023 se Duverne připojil k FC Nantes jako volný hráč.

## Reprezentační kariéra
Duverne se narodil ve Francii a je haitského původu. Dne 17. května 2018 byl povolán, aby reprezentoval francouzskou fotbalovou reprezentaci do 20 let na turnaji v Toulonu. V červnu 2024 byl povolán do haitského národního týmu na několik kvalifikačních zápasů na Mistrovství světa ve fotbale 2026 a při svém debutu, při výhře 2:1 nad Svatou Lucií 6. června 2024, skóroval.